# Иммиграция в Канаду
Иммиграция в Канаду — процесс иммиграции населения, посредством которого люди переселяются в Канаду на постоянное место жительства. Многие, но не все становятся затем подданными этого государства.
Канада — страна иммигрантов. Глобальная репутация Канады как высокоразвитой, мирной, свободной от этнических смут и конфликтов страны, где можно вырастить детей в спокойной обстановке, безусловно способствует росту иммиграции в страну. Несмотря на это по состоянию на 2019 год Канада занимает только восьмое место по численности иммигрантов в мире, в то время как лица, родившиеся за границей, составляют только около одной пятой (21 % в 2019 году) населения страны (для сравнения на 2020 год каждый четвёртый житель Швеции — 25,9 % населения страны, является иммигрантом, а по состоянию на 2017 год у каждого третьего жителя Швеции — 32,3 % населения страны, хотя бы один из родителей родился заграницей).
В 2006 году Канада приняла 236 756 иммигрантов. В первую десятку стран-источников вошли Китай (28 896), Индия (28 520), Филиппины (19 718), Пакистан (9808), США (8750), Великобритания (7324), Иран (7195), Южная Корея (5909), Колумбия (5382) и Шри-Ланка (4068). За этими странами вплотную идут Франция (4026) и Марокко (4025), с Румынией, Россией и Алжиром, каждая из которых дали 3500 иммигрантов. В 2016 году Канада приняла 300 000 иммигрантов.
В 1976 году в Канаде был принят закон об эмиграции, в 2002 году — закон о защите беженцев.
Население Канады по данным переписи населения 2021 года составляет 36 991 981 человек. Перепись 2021 года зафиксировала 5,2 % прирост по сравнению с 2016 годом. В основном прирост населения происходит за счёт иммиграции. Хотя основную экономическую отдачу от иммиграции приносят независимые квалифицированные иммигранты, половина всех въезжающих в страну подпадает под программу воссоединения семей (супруги, несовершеннолетние дети или родители новых канадцев-спонсоров). По численности населения Канада 37-е государство в мире (40 572 720 человек на  16 июля 2025). Плотность населения (4,2 чел. на 1 км²) является одной из самых низких в мире (для сравнения в России 8,54 чел. на 1 км²).
Канада — очень разнообразная страна с этнической точки зрения. По переписи 2001 в Канаде живут 34 этнических группы, состоящих как минимум из 100 тысяч человек. Самая большая этническая группа называет себя «канадцами» (39,4 %), поскольку большинство канадцев, особенно те, чьи предки приехали во времена колонизации, рассматривают себя как канадский этнос. Далее следуют те, кто называет себя британцами (34,4 %), французами (25,7 %), немцами (3,6 %), итальянцами (2,8 %), украинцами (1,7 %), аборигенами (индейцами и эскимосами 1,5 %), китайцами (1,4 %), голландцами (1,4 %), поляками (0,9 %).

## История

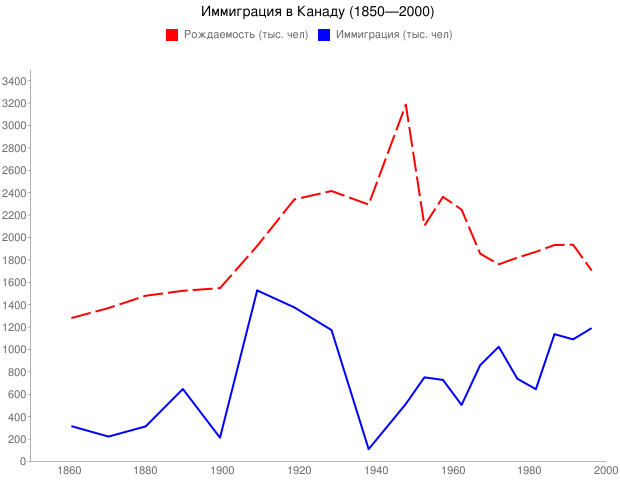
Иммиграция и рождения в Канаде с 1850 года по 2000 год. Красным отмечены рождения, синим — количество иммигрантов.

После начального периода англо-французской колонизации, четыре основных волны (или пика) иммиграции и расселения некоренных народов состоялись в течение почти двух веков. Пятая волна идёт в настоящее время на постоянной основе.
Первым значительным иммиграционным притоком некоренного населения были французские колонисты в Квебеке и Акадии с меньшим числом американцев и европейцев. Эта волна завершилась с наплывом британских лоялистов спасавшихся от Американской революции, главным образом из срединно-атлантических штатов в основном туда, где сегодня Южное Онтарио, восточные округа провинции Квебек, Нью-Брансуик и Новая Шотландия.
Вторая волна из Великобритании и Ирландии, когда людям было предложено поселиться в Канаде после войны 1812 года, губернатором Канады, который был обеспокоен возможностью новой американской попытки вторжения а также борьбой с влиянием франкоязычной провинции Квебек, в спешке организовывались новые поселения и новые дороги в основном в Верхней Канаде (ныне провинция Онтарио). При второй волне ирландская иммиграции в Канаду, увеличилась и достигла пика, когда голод в Ирландии вызванный неурожаем картофеля имел место с 1846 года по 1849 год в результате чего сотни тысяч ирландцев прибыли на побережье Канады, хотя значительная часть миграции пришлась на Соединённые Штаты в течение последующих десятилетий. Из 100 тысяч ирландцев, плывших в Канаду в 1847 году, по оценкам, 20 % погибли.
Миграция из Канады в Соединенные Штаты исторически превышает миграцию обратно, но были короткие периоды, когда было наоборот: например, лоялистские беженцы; во время золотой лихорадки Карибу / Фрейзер; а затем Золотая лихорадка в Клондайке которые, а также в периоды политической нестабильности и / или во время войн, например, войны во Вьетнаме.
Третья волна иммиграции была в основном из континентальной Европы, достигшая пика до Первой мировой войны, между 1910—1913 годами(более 400 000 в 1913) и четвёртая волна также из того же континента в 1957 году. (282 000), в результате чего Канада стала ещё более поликультурной страной со значительным населением, говорившем не на английском или французском. Например, на украинских канадцев приходится наибольшее число украинского населения за пределами Украины и России. Периоды пониженной иммиграции также имели место, особенно во время Первой мировой войны и Второй мировой войны, в дополнение к Великой депрессии.
В межвоенные годы и во время Второй мировой войны Фредерик Блэр, руководитель Иммиграционного отдела (тогда — не самостоятельная служба, а отдел при министерстве ресурсов), проводил жёсткую расово-мотивированную политику ограничения иммиграции. Одним из следствий была крайне жёсткая политика Канады в плане недопущения иммигрантов еврейского происхождения во время Холокоста.

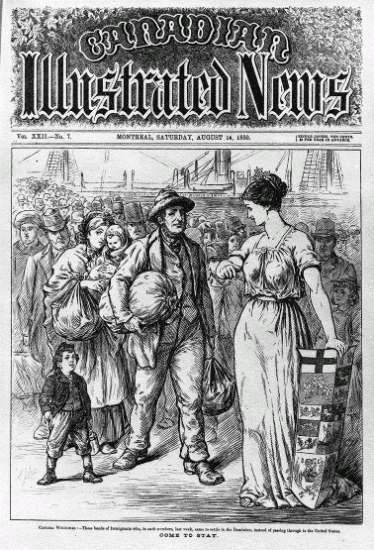
«Приезжайте, чтобы остаться» — плакат конца XIX века, призывающий иммигрировать в Канаду

Иммиграция с 1970 года в подавляющем большинстве — это иммиграция видимых меньшинств из развивающихся стран. На это во многом повлияло в пересмотр Закона об иммиграции в 1967 году, и это продолжает быть официальной государственной политикой. В правительстве Малруни, считали что масштабы иммиграции должны быть увеличены. В конце 1980-х иммиграция поддерживается с незначительными колебаниями, примерно на уровне 225 000—275 000 в год. В настоящее время большинство иммигрантов из Южной Азии и Китая, и эта тенденция будет продолжаться.
До 1885 года ограничения на иммиграцию были введены в основном в связи с большой волной иммиграции, а не запланированных политических решений, но не были направлены конкретно на одну группу или этническую принадлежность, по крайней мере в качестве официальной политики. Затем введение закона о дополнительных налогах на китайских рабочих прошло в 1885 году, в ответ на растущее число китайских рабочих на Канадской Тихоокеанской железной дороге. Последующее увеличение налога на рабочих из Китая в 1900 году и 1903 году ограничили въезд китайцев в Канаду. В 1923 году правительством был принят Закон об иммиграции китайцев, которым был запрещён въезд в Канаду между 1923 и 1947 гг. За дискриминацию в отношении китайских иммигрантов в прошлые периоды, официальные извинения правительства и компенсации были объявлены 22 июня 2006 года.
Канадское подданство было учреждено в соответствии с Законом об иммиграции в 1910 году, для обозначения тех британских подданных, которые постоянно проживали в Канаде. Всем остальным британским подданным требовалось разрешение на постоянное жительство.
Канада была первой страной в Британском Содружестве, создавшая свой собственный закон о гражданстве принятием Закона о канадском гражданстве 1946 года. Этот закон вступил в силу с 1 января 1947 года. Для того чтобы получить канадское гражданство с 1 января 1947 года нужно было быть британским подданным в этот день, индейцем или эскимосом, и быть принятым в Канаду в качестве зарегистрированных иммигрантов. Фраза «британский подданный» относилась к любому из Соединённого Королевства, его колоний в то время или одной из стран Содружества. Приобретение и потеря британским подданным статуса до 1947 года была определена законом Соединенного Королевства.
15 февраля 1977 года Канада сняла ограничения на двойное гражданство. Многие из положений, регламентирующих приобретение или потерю канадского гражданства, которые существовали в законодательстве 1946 года, были отменены. Канадские граждане в целом не подлежат принудительной утрате гражданства, если не произойдет аннулирование на основании иммиграционного мошенничества.

## Доля иммигрантов в населении

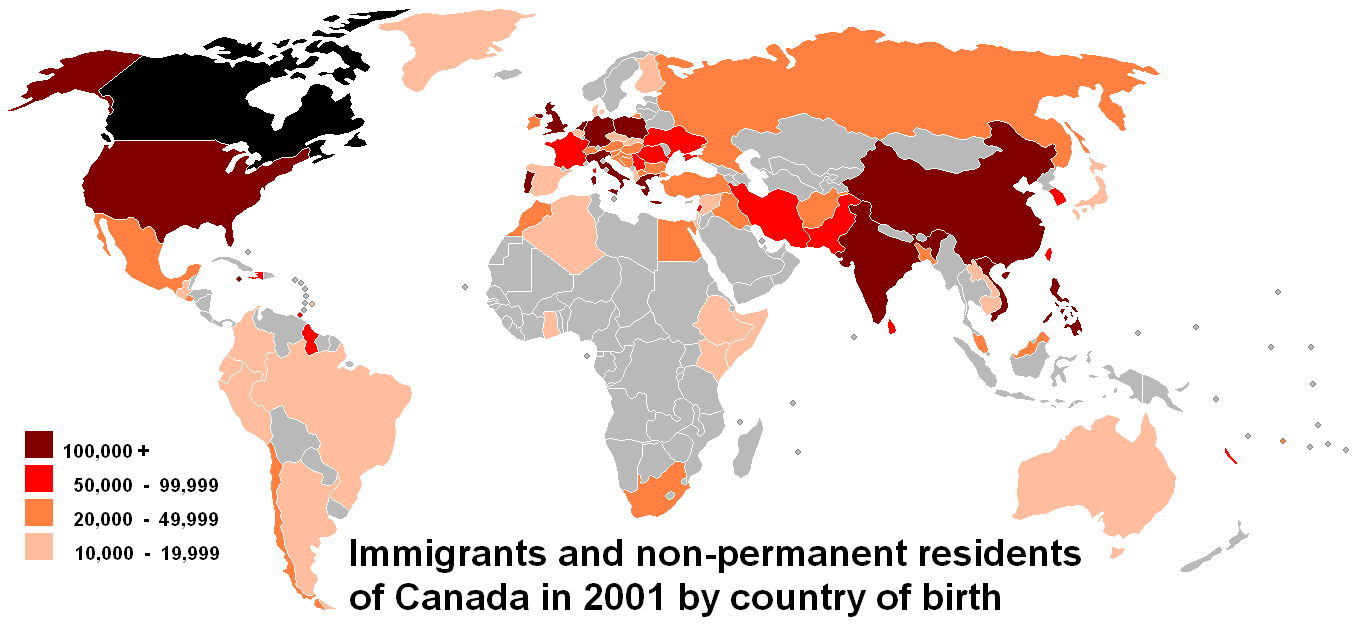

В 2001 году 250 640 человек иммигрировали в Канаду. На основании переписи населения Канады в 2001 году, общая численность населения составила 30 007 094 человек, иммиграции дала 0,834 % прироста населения в том году. С 2001 года иммиграция варьировались от 221 352 и 262 236 иммигрантов в год. Годовая квота приема составляет 310 тысяч человек. По данным канадской иммиграционной программы (октябрь 2004), Канада имеет самый высокий показатель иммигрантов на душу населения в мире, хотя статистические данные в CIA World Factbook показывают, что некоторое число государств-городов, и небольших островных государств, а также в некоторых крупных странах в регионах с перемещением беженцев, имеют более высокие показатели на душу населения. Тремя основными официальными причинами для высокого уровня иммиграции являются:
- А. Социальная составляющая — Канада содействует воссоединению семьей.
- B. Гуманитарная составляющая — в отношении беженцев.
- C. Экономическая составляющая — привлечение иммигрантов, которые будут способствовать развитию экономики и заполнят потребности рынка труда (см. статью по теме, Экономические последствия иммиграции в Канаду).

Уровень иммиграции в 1993 году достиг пика на последнем году правления Прогрессивного консервативного правительства и поддерживался Либеральной партией Канады. Амбициозной цели ежегодно принимать 1 % от населения в качестве иммигрантов мешали финансовые трудности. Либералы были привержены делу повышения фактического уровня иммиграции далее к 2005 году. Все политические партии в настоящее время осторожны с критикой высокого уровня иммиграции.
Приток иммигрантов сосредотачивается в пределах или вблизи больших городов (в частности, Ванкувер, Торонто, Монреаль). В этих городах наблюдается расширение потребностей растущего населения, что вызывает озабоченность по поводу возможности инфраструктуры в этих городах для обработки притока. Например, в статье Toronto Star, опубликованной 14 июля 2006 года автором Дэниэлом Стоффманом, было отмечено, что 43 % иммигрантов оседают в районе Большого Торонто и сказал: "Если Канада не сократит число иммигрантов, наши крупные города не смогут сохранить свою социальную и физическую инфраструктуру". Большая часть провинций, которые не имеют большого притока иммигрантов, пытаются привлечь больше иммигрантов.
Провинция Квебек по соглашению с федеральным правительством самостоятельно выбирает большинство иммигрантов, предназначенных для провинции. Квебек привлекает примерно такое же количество иммигрантов, что и Британская Колумбия, хотя его население почти в два раза больше.
Статистическое управление Канады прогнозирует, что к 2031 году, почти половина населения в возрасте старше 15 лет будет иностранного происхождения. Количество видимых меньшинств удвоится и составит большинство населения крупных городов в Канаде.

## Иммиграционные категории
Существуют три основные категории иммигрантов: экономический класс (включает в себя квалифицированных работников и бизнес-иммигрантов), семейный класс и беженцев.
Экономические иммигранты.
Министерство Иммиграции, Беженцев и Гражданства Канады использует несколько подкатегорий экономических иммигрантов. С 2015 года иммиграция квалифицированных работников на федеральном уровне происходит через онлайн систему Express Entry. Кандидаты могут регистрироваться в системе и получать баллы, на основе личных факторов, таким как возраст, образование, опыт работы и знание языков Канады. Кандидаты с наиболее высоким баллом будут отбираться по системе комплексного отбора — CRS. После оценки всех кандидатов, их анкеты хранятся в системе до 12 месяцев, ожидая рассмотрения. После получения приглашения, кандидаты имеют 90 дней на подачу полного пакета документов на ПМЖ в Канаде. Система Express Entry обслуживает три федеральные программы — Federal Skilled Workers (программа для квалифицированных иностранных работников), Canadian Experience Class (программа для иностранных работников, получивших канадский опыт работы) и Federal Skilled Trades (программа для ремесленников и представителей различных технических профессий). Кроме того, Экспресс Энтри обслуживает часть потоков провинциальных программ, объединённых под эгидой Provincial Nominee Program и связанных с системой Экспресс Энтри.
Иммиграция через образование. Подкатегория экономической иммиграции, в рамках которой процесс основывается на получении высшего образования в одном из аккредитованных канадских университетов или колледжей. Студент обучается на дипломной программе (длительностью 1-2 года) или по степени Бакалавра (длительностью 3-4 года), после чего может получить автоматическую рабочую визу на аналогичный период. Например, если студент учился 3 года, то и рабочую визу он получит на 3 года. Далее, во время работы в Канаде, происходит процесс оформления и получения ПМЖ (Permanent residency) через программу Express Entry. При соблюдении правил обучения и поиска работы в Канаде, иностранец имеет крайне высокие шансы на получение PR через этот способ иммиграции. Дальнейшее получение канадского гражданства возможно через стандартные программы, если иммигрант официально находился в стране минимум 3 года из требуемых 5-ти.
Бизнес-иммиграция. Бизнес иммиграция в Канаду на федеральном уровне осуществляется через программу Стартап Виза, нацеленную на привлечение иностранных стартап предпринимателей, а также программу для самозанятых работников культуры и профессиональных спортсменов. Кроме того, в многих провинциальных программах есть потоки для предпринимателей.
Семейный класс.
В рамках правительственной программы, как граждане, так и постоянные жители могут спонсировать членов своих семей и ближайших родственников на иммиграцию в Канаду.
Спонсорство супруга/супруги. Спонсирование супруга или супруги возможно только в том случае, если и муж, и жена достигли 18 лет и являются совершеннолетними в момент оформления. Точно такие же условия и для партнеров, которые состоят во внебрачных отношениях. С октября 2012 года внесена поправка относительно условного ПМЖ статуса для спонсируемого супруга. Суть поправки в том, что при отношениях супругов в браке менее чем 2 года и отсутствии детей при этом, спонсируемый супруг приобретает разрешение на ПМЖ в Канаде только сроком на 2 года, на протяжении которых люди, состоящие в браке, должны жить вместе. Кроме этого, согласно той же поправке от июня 2015 года, при дальнейшем разводе после 2-х летнего срока, спонсированный супруг теряет право выступать спонсором своей второй половины при вступлении в новый брак в течение следующих 5 лет. Ограничения в отношении тех, кто не может быть спонсором своего иностранного партнера: тюремное заключение спонсора; объявление банкротства; получение финансовой поддержки от государства (велфер); попытка совершения правонарушений в прошлом; невыплата алиментов по обязательствам от своего предыдущего брака; невыплата субсидий, полученных от государства.
Спонсорство родителей по иммиграции в Канаду. Начиная с 2013 года, Канада сократила сроки рассмотрения подаваемых заявлений по семейному спонсорству, и в частности по спонсированию родителей и/или бабушек-дедушек. С 2014 г., Министерство Иммиграции Канады ежегодно ставит квоту на прием новых заявлений по этому типу спонсорства. Квоты в 2014 и 2015 гг. составляли по 5000 заявлений. Также, возможность спонсирования родителей и/или бабушек-дедушек практически устранена из Гуманитарной Программы (HCP — Humanitarian and Compassionate Program). В качестве альтернативы, Канада предлагает для воссоединения детей и родителей Супер-Визу, открывающую возможность многоразового пребывания в Канаде для родителей и/или бабушек-дедушек в течение 10 лет со сроком нахождения до 2 лет за один приезд, с возможностью его частичного продления внутри Канады.
Беженцы.
Иммиграция беженцев и лиц, нуждающихся в защите.
Согласно канадскому законодательству о гражданстве иммигрант может ходатайствовать о получении гражданства, прожив в Канаде в течение 1095 дней (3 года) из 4 лет.

## Нелегальная иммиграция в Канаду
Не существует надёжной информации о незаконной иммиграции в Канаду. Оценки нелегальных иммигрантов колеблются от 35 000 до 120 000. Биссетт Джеймс, бывший глава канадской иммиграционной службы, предположил, что отсутствие какого-либо значимого процесса отбора беженцев, в сочетании с высокой вероятностью игнорирования депортации, привело к десяткам тысяч ордеров на арест беженцев, чьи заявления были отклонены. В отличие от США, беженец в Канаде не может повторить своё заявление, чтобы узнать состояние своего иска. В 2008-м году Доклад Генерального аудитора Шейлы Фрейзер заявил, что Канада потеряла следы более чем 41 000 нелегальных иммигрантов. Это число, по прогнозам, резко возрастёт с истечением срока действия временных рабочих виз, выданных в 2007 и 2008 годах, которые не были возобновлены во многих случаях из-за нехватки работы из-за экономического спада.